# 樋口弘
樋口 弘（ひぐち ひろし、1947年1月20日 - ）は、神奈川県出身の元騎手・調教助手。子息の喬啓もJRA調教助手。

## 経歴
1962年に馬事公苑騎手養成長期課程を受け、1964年3月に東京・勝又忠厩舎にて騎手見習となり、1965年に同厩舎所属としてデビュー。3月6日の東京第5競走4歳以上30万下・ダイニシンエイ（7頭中5着）で初騎乗を果たし、4月29日の東京第3競走4歳未勝利・シントネオーで初勝利を挙げる。初年度から2桁の10勝をマークし、2年目の1966年には25勝（平地19勝, 障害6勝）を記録。3年目の1967年からは平地の騎乗に専念し始め、勝又厩舎から蛯名武五郎厩舎に移籍。アラブ王冠（秋）で蛯名厩舎のタイセイユウに騎乗し、重賞初制覇。関東の若手騎手として頭角を現し、1968年には自己最多の43勝を挙げて自己最高の全国12位にランクイン。1970年には師匠の急死により藤本冨良厩舎、さらに1972年には古山良司厩舎へ移籍。同年は京王杯AH・トーヨーアサヒで4年ぶりの重賞勝ちを決めたほか、7月の日本短波賞からコンビを組んでいたタカイホーマでクイーンSを制す。1973年1月に交通事故を起こし、同年2月1日付けで樋口自ら騎手免許を返上し、いったん引退。
1978年には騎手への復帰が認められて3月1日付で復帰したが、以前の関東ではなく、栗東・日迫良一厩舎に所属。その後すぐに柳田次男厩舎に移籍し、同年の有馬記念では、エリモジョージに騎乗する福永洋一から乗り替わったインターグロリアで2着に入る。1981年には宝塚記念・カツアールでGI級レース初制覇を果たし、1984年にはエリザベス女王杯をサラ系のキョウワサンダーで制す。当日は14番人気と全く人気は無かったが、最後方から一気の追い込みでキクノペガサス以下をアタマ差で差しきり優勝、GI初制覇に導いた。
1985年からはフリーとなるが、1989年より中尾正厩舎に所属し、1990年の小倉大賞典・ミスターヤマノが最後の重賞制覇となる。小倉大賞典では実力馬ラッキーゲランや後にGIIを2勝するオースミシャダイを下し、2着馬に8馬身もの差をつけて鮮やかに栄冠をものにした。アンバーシャダイ産駒として最初に重賞を制した馬であり、長きにわたって頼れる内国産種牡馬として活躍したアンバーシャダイの評価を真っ先に高めた一頭となった。
1992年の阪神3歳牝馬S・プランタンバンブーが最後のGI騎乗、1993年の毎日杯・マルブツハヤブサが最後の重賞騎乗となった。同年6月27日の京都第7競走4歳以上500万下・アイリスバンブーが最後の勝利となり、11月28日の京都第12競走4歳以上900万下・ビッグジョージ（9頭中8着）を最後に騎乗が無くなると、1995年2月28日付で現役を引退。
引退後は中尾正厩舎の調教助手となった。

## 騎手通算成績
| 通算成績 | 1着 | 2着 | 3着 | 4着以下 | 騎乗回数 | 勝率 | 連対率 |
| -------- | --- | --- | --- | ------- | -------- | ---- | ------ |
| 平地     | 389 | 342 | 368 | 2,366   | 3,765    | .103 | .194   |
| 障害     | 6   | 4   | 5   | 20      | 35       | .171 | .286   |
| 計       | 395 | 346 | 373 | 2,386   | 3,800    | .104 | .195   |

### 主な騎乗馬
※太字はGIレース。
- タイセイユウ（1967年アラブ王冠・秋）
- ライトワールド（1968年京成杯）
- トーヨーアサヒ（1972年京王杯オータムハンデキャップ）
- タカイホーマ（1972年クイーンステークス）
- インターグロリア（1979年京都牝馬特別）
- カツアール（1981年宝塚記念）
- オーゴンタケル（1984年小倉記念）
- キョウワサンダー（1984年エリザベス女王杯）
- キョウワシンザン（1985年小倉3歳ステークス）
- ダイナカンパリー（1985年ラジオたんぱ杯3歳牝馬ステークス）
- ミスターヤマノ（1990年小倉大賞典）

その他
- スダホーク
- イブキマイカグラ